# 周增
周增（1892年—1911年）字能益，出生于广东梅县，为黃花崗七十二烈士之一。

## 生平
字能益，個性剛毅且果斷，臂力過人，善於技擊術。十五歲的時候棄學從商，跟著父親經營木材廠，常因為採買木材往返粵閩一帶，結識了許多各界門豪。

## 參與黃花崗之役
1908年，梁鳴九、謝梁牧、姚雨平等人在松口設立同盟會機關部，在此策畫革命的進行，許多有志之士便投身入會，為此艱辛的奔走效力。辛亥年（1911年）三月，位於廣州的革命展開，牧良向統籌部召集敢死隊三十多人，成為當時的衝鋒者，整隊到廣州後，分別藏身在天香街、三眼井待命。十九日早晨，因為有傳訊人洩漏資訊給朝廷，清朝官員便在城內大肆搜索革命黨人，有革命同志回到三眼井告誡需要暫時避開巡查。烈士們在屋中準備炸彈及手槍，想要繼續守護這個地方不想離開。經過一段時間，敵人突然出現，黃克強便與部下八人奮力抵抗，但卻力量用盡被抓，整隊沒有人倖免。當天晚上其它革命同志圍攻督署失敗，周增便與所有人一同遇害，年僅二十。